# 陳婤
陳婤或陈女婤，隋煬帝的貴人。陈后主陳叔寶的第六個女兒，隋文帝妃宣華夫人的侄女。生卒年不詳，是否获封公主不详、公主封号亦无考。
隋煬帝見於史冊記載的后妃不多，所以對陳婤的記載甚少，僅在《南史·卷六十五》和《陳書‧卷二十八》中有一处内容相同的记载「大業二年（606年），隋煬帝封陳後主第六女婤為貴人，絕愛幸」。
歷史上隋煬帝數次南巡，陳婤因为姿色超群，當中一次便是納陳叔寶第六女陳婤爲貴人，因陳婤受寵的缘故，並特詔將滅陳時流放至邊遠的陳皇室子弟，“盡還京師，隨才敘用”。《嘉泰吳興志 卷十六》称高昭仪所生的广德公主（陈后主第四女）为隋炀帝妃。陳婤為第六女，廣德公主為第四女，兩人應為姐妹，並非同一人。